# Список населённых пунктов Кирилловского района
По данным Вологдастат на 1.01 2009 население Кирилловского района составляет 17,7 тыс. человек, в том числе в городских условиях проживают около 8 тыс. Всего насчитывается около 480 населённых пунктов, относящихся к 1 городскому и 9 сельским поселениям.
Ниже приведён список всех населённых пунктов района с указанием кодов ОКАТО и почтовых индексов. Жирным шрифтом выделены центры поселений.

## город Кириллов
В состав поселения входят:
- город Кириллов (ОКАТО 19 228 501, индекс 161100)
- 2 деревни, ранее относившиеся к Суховерховскому сельсовету (ОКАТО 19 228 872, индекс 161101).

Список населённых пунктов:
- 19 228 501 000 город Кириллов
- 19 228 872 030 деревня Шортино
- 19 228 872 031 деревня Шумилово

## Алёшинское сельское поселение
В состав поселения входят населённые пункты, ранее относившиеся к сельсоветам:
- Алёшинскому (ОКАТО 19 228 804, индекс 161104)
- Иваноборскому (ОКАТО 19 228 816, индекс 161105)
- Мигачевскому (ОКАТО 19 228 848, индекс 161108)

Список населённых пунктов:
- 19 228 804 002 деревня Алёшино
- 19 228 816 002 деревня Алябино
- 19 228 804 003 деревня Ананьино
- 19 228 804 004 деревня Бонема
- 19 228 848 002 деревня Васильево
- 19 228 804 005 деревня Васькино
- 19 228 848 003 деревня Воробьево
- 19 228 816 003 деревня Гвоздево
- 19 228 816 004 деревня Глазатово
- 19 228 816 005 деревня Глухарево
- 19 228 816 006 деревня Гончарка
- 19 228 848 004 деревня Городище
- 19 228 816 007 деревня Гребенево
- 19 228 816 008 деревня Домниково
- 19 228 804 006 деревня Епимахово
- 19 228 816 001 деревня Иванов Бор
- 19 228 848 005 деревня Ивицы
- 19 228 848 006 деревня Кабачино
- 19 228 816 009 деревня Кирсново
- 19 228 804 007 деревня Коврижново
- 19 228 816 010 деревня Кондратово
- 19 228 848 007 деревня Каргач
- 19 228 804 008 местечко Косые Гряды
- 19 228 816 011 деревня Крапивино
- 19 228 816 012 деревня Красково
- 19 228 804 009 деревня Кузино
- 19 228 848 008 деревня Ладунино
- 19 228 804 010 деревня Леунино
- 19 228 848 009 деревня Лукинское
- 19 228 804 011 деревня Макаровская
- 19 228 848 001 деревня Мигачево
- 19 228 848 010 деревня Мыс
- 19 228 816 013 деревня Нечаево
- 19 228 816 014 село Никольское
- 19 228 848 011 деревня Оносово
- 19 228 816 015 деревня Пестерево
- 19 228 804 012 деревня Петряево
- 19 228 848 012 деревня Попово
- 19 228 804 013 деревня Поповская
- 19 228 848 013 деревня Рандач
- 19 228 816 016 деревня Ратибор
- 19 228 804 014 деревня Сокирино
- 19 228 804 015 деревня Соколье
- 19 228 848 014 деревня Сосуново
- 19 228 848 015 деревня Старцево
- 19 228 804 016 местечко Топорня
- 19 228 816 017 деревня Худяково
- 19 228 816 018 деревня Чуйково
- 19 228 804 017 деревня Шаврово
- 19 228 816 019 деревня Шевинская
- 19 228 816 020 посёлок Шексна
- 19 228 804 001 деревня Шиляково
- 19 228 804 018 посёлок Шиндалово
- 19 228 804 019 деревня Щетинино

## Горицкое сельское поселение
В состав поселения входят населённые пункты, ранее относившиеся к Горицкому сельсовету. Индекс 161107.
Список населённых пунктов:
- 19 228 820 002 деревня Бахлычево
- 19 228 820 003 деревня Бозино
- 19 228 820 001 село Горицы
- 19 228 820 004 деревня Горка
- 19 228 820 005 деревня Ермаково
- 19 228 820 006 деревня Заречье
- 19 228 820 007 деревня Звоз
- 19 228 820 008 деревня Кудряшово
- 19 228 820 009 деревня Курикаево
- 19 228 820 010 деревня Лимоново
- 19 228 820 011 деревня Макутино
- 19 228 820 012 деревня Митино
- 19 228 820 013 местечко Никулино
- 19 228 820 014 деревня Пресняково
- 19 228 820 015 деревня Пружинино
- 19 228 820 016 деревня Родино
- 19 228 820 017 деревня Сандырево
- 19 228 820 018 деревня Саутино
- 19 228 820 019 деревня Тихоново
- 19 228 820 020 деревня Трофимово
- 19 228 820 021 деревня Шидьеро
- 19 228 820 022 деревня Щелково
- 19 228 820 023 деревня Якшино

## Коварзинское сельское поселение
В состав поселения входят населённые пункты, ранее относившиеся к Коварзинскому сельсовету. Индекс 161123.
Список населённых пунктов:
- 19 228 824 002 деревня Агафоново
- 19 228 824 003 деревня Аксеновская
- 19 228 824 004 деревня Алферовская
- 19 228 824 005 деревня Андреевская
- 19 228 824 006 деревня Артемово
- 19 228 824 007 деревня Березник
- 19 228 824 008 деревня Блиново
- 19 228 824 009 деревня Большая Палшема
- 19 228 824 010 деревня Гора-1
- 19 228 824 011 деревня Гора-2
- 19 228 824 012 деревня Гридинская
- 19 228 824 013 деревня Еремеево
- 19 228 824 014 деревня Заболотье
- 19 228 824 015 деревня Ивашково-1
- 19 228 824 016 деревня Ивашково-2
- 19 228 824 017 деревня Исаково
- 19 228 824 018 деревня Карповская
- 19 228 824 019 деревня Керманово
- 19 228 824 020 деревня Князево
- 19 228 824 001 деревня Коварзино
- 19 228 824 021 деревня Козлово
- 19 228 824 022 деревня Крапивинская
- 19 228 824 023 деревня Максимовская
- 19 228 824 024 деревня Миклеево
- 19 228 824 025 деревня Молоди
- 19 228 824 026 деревня Нестерово
- 19 228 824 027 деревня Никифорово
- 19 228 824 028 деревня Нова
- 19 228 824 029 посёлок Новостройка
- 19 228 824 030 деревня Олюшино
- 19 228 824 031 деревня Островская
- 19 228 824 032 деревня Петряково
- 19 228 824 033 деревня Пехтач
- 19 228 824 034 деревня Пономарево
- 19 228 824 035 деревня Прилуки
- 19 228 824 036 деревня Пялнобово
- 19 228 824 037 деревня Роговская
- 19 228 824 038 деревня Русаниха
- 19 228 824 039 деревня Сенино
- 19 228 824 040 деревня Сигово
- 19 228 824 041 деревня Фефелово
- 19 228 824 042 деревня Филино
- 19 228 824 043 деревня Цветково
- 19 228 824 044 деревня Чекишево
- 19 228 824 045 деревня Чистый Дор

## Липовское сельское поселение
В состав поселения входят населённые пункты, ранее относившиеся к Липовскому сельсовету. Индекс 161123.
Список населённых пунктов:
- 19 228 844 002 деревня Алексеевская
- 19 228 844 003 деревня Амосово
- 19 228 844 004 деревня Бабичево
- 19 228 844 005 деревня Большое Дивково
- 19 228 844 006 деревня Бутово
- 19 228 844 007 деревня Великий Двор
- 19 228 844 008 деревня Власово
- 19 228 844 001 село Вогнема
- 19 228 844 010 деревня Горка
- 19 228 844 011 деревня Горяйново
- 19 228 844 012 деревня Добрилово
- 19 228 844 013 деревня Жохово
- 19 228 844 014 деревня Зуево
- 19 228 844 015 местечко Кнутово
- 19 228 844 016 посёлок Косино
- 19 228 844 018 деревня Кузнецово
- 19 228 844 017 деревня Кузьминка
- 19 228 844 019 деревня Кулига
- 19 228 844 020 деревня Липово
- 19 228 844 021 деревня Миняево
- 19 228 844 022 деревня Новодевичье
- 19 228 844 023 деревня Пачево
- 19 228 844 029 деревня Пеньково
- 19 228 844 024 деревня Погорелово
- 19 228 844 025 деревня Приозерье
- 19 228 844 026 местечко Пустынь
- 19 228 844 027 местечко Стародевичье
- 19 228 844 028 деревня Степановская
- 19 228 844 030 деревня Тимонино

## Николоторжское сельское поселение
В состав поселения входят населённые пункты, ранее относившиеся к сельсоветам:
- Николоторжскому (ОКАТО 19 228 852 индекс 161111)
- Волокославинскому (ОКАТО 19 228 812, индекс 161112)

Список населённых пунктов:
- 19 228 852 002 деревня Алексеево
- 19 228 852 003 деревня Аргуново
- 19 228 852 004 деревня Большое Дитятево
- 19 228 852 006 деревня Большое Закозье
- 19 228 812 002 деревня Большое Коровино
- 19 228 812 003 деревня Большое Осаново
- 19 228 852 005 деревня Большой Дор
- 19 228 812 004 деревня Брагино
- 19 228 852 007 деревня Бураково
- 19 228 812 005 деревня Василево
- 19 228 852 008 деревня Власово
- 19 228 812 001 село Волокославинское
- 19 228 852 009 деревня Выметное
- 19 228 852 011 деревня Гора
- 19 228 852 010 деревня Гребенево
- 19 228 852 012 деревня Громово
- 19 228 852 013 деревня Громуха
- 19 228 852 014 деревня Гущино
- 19 228 812 006 деревня Дорогуша
- 19 228 852 015 деревня Дулово
- 19 228 852 016 деревня Дуравино
- 19 228 852 017 деревня Дюнево
- 19 228 852 018 деревня Елтухово
- 19 228 812 007 деревня Жилино
- 19 228 852 019 деревня Заречье
- 19 228 812 008 деревня Истоминская
- 19 228 852 020 деревня Кишемское
- 19 228 812 009 деревня Клеменево
- 19 228 812 010 деревня Клемушино
- 19 228 812 011 деревня Коковановская
- 19 228 852 021 деревня Коньково
- 19 228 852 022 деревня Конютино
- 19 228 852 023 деревня Корякино
- 19 228 852 024 деревня Кочевино
- 19 228 852 025 деревня Кощеево
- 19 228 852 026 деревня Кузнецово
- 19 228 852 027 деревня Куконцы
- 19 228 852 028 деревня Курьяново
- 19 228 812 012 деревня Левково
- 19 228 852 030 деревня Лукинское
- 19 228 812 013 деревня Лукьяновская
- 19 228 852 031 деревня Малый Дор
- 19 228 852 032 деревня Матвеевское
- 19 228 852 033 деревня Мелехово
- 19 228 812 014 деревня Минчаково
- 19 228 852 034 деревня Михалево
- 19 228 852 035 деревня Мыс
- 19 228 852 001 село Никольский Торжок
- 19 228 852 036 деревня Новшино
- 19 228 812 015 деревня Осник
- 19 228 852 037 деревня Острецово
- 19 228 812 016 деревня Островки
- 19 228 852 038 деревня Паньково
- 19 228 852 039 деревня Паунино
- 19 228 812 017 село Петровское
- 19 228 812 018 деревня Подгорная
- 19 228 812 019 деревня Рассвет
- 19 228 852 040 деревня Рогалево
- 19 228 852 041 деревня Рожево
- 19 228 852 042 село Рукино
- 19 228 852 043 деревня Савинское
- 19 228 812 020 деревня Сазоново
- 19 228 852 044 село Ситское
- 19 228 812 021 деревня Ситьково
- 19 228 852 045 деревня Скоково
- 19 228 852 046 деревня Славянка
- 19 228 852 047 деревня Соболево
- 19 228 812 022 деревня Сопигино
- 19 228 852 048 деревня Степучево
- 19 228 852 049 деревня Страхово
- 19 228 812 023 деревня Сяминское
- 19 228 812 024 деревня Татьянино
- 19 228 812 025 деревня Тереховская
- 19 228 852 050 деревня Толокняница
- 19 228 852 051 деревня Трофимово
- 19 228 852 052 деревня Устье-Ситское
- 19 228 812 030 деревня Федяево
- 19 228 812 031 деревня Филимоново
- 19 228 812 026 деревня Хмелевицы
- 19 228 852 053 деревня Чебунино
- 19 228 812 027 деревня Чеваксино
- 19 228 852 054 деревня Чирково
- 19 228 852 055 деревня Чищино
- 19 228 812 028 населённый пункт Шлюз № 5
- 19 228 812 029 населённый пункт Шлюз № 6
- 19 228 852 056 деревня Щаниково

## Талицкое сельское поселение
В состав поселения входят населённые пункты, ранее относившиеся к сельсоветам:
- Колкачскому (ОКАТО 19 228 828, индекс 161116)
- Талицкому (ОКАТО 19 228 876, индекс 161117)

Список населённых пунктов:
- 19 228 876 002 деревня Андреево
- 19 228 876 003 деревня Бардуха
- 19 228 876 005 деревня Большое Шевелево
- 19 228 876 004 деревня Большой Пепел
- 19 228 876 006 деревня Верхоглядово
- 19 228 828 002 деревня Гора
- 19 228 876 007 деревня Горушка
- 19 228 876 008 деревня Демидово
- 19 228 828 003 деревня Денисово
- 19 228 876 009 деревня Деницыно
- 19 228 828 004 деревня Дергаево
- 19 228 828 005 деревня Дмитриево
- 19 228 876 010 деревня Дор
- 19 228 828 006 деревня Дресвища
- 19 228 876 011 деревня Дресвища
- 19 228 876 012 деревня Ельник
- 19 228 876 013 деревня Желобново
- 19 228 876 014 деревня Займищи
- 19 228 876 015 деревня Зеленик
- 19 228 828 007 деревня Ивашево
- 19 228 828 008 деревня Игнатьево
- 19 228 876 016 деревня Каменщица
- 19 228 828 009 деревня Колкач
- 19 228 828 001 село Колкач
- 19 228 876 017 деревня Котлово
- 19 228 876 018 деревня Кузнецово
- 19 228 828 010 деревня Кукманино
- 19 228 876 019 деревня Кусово
- 19 228 876 020 деревня Леониха
- 19 228 876 021 деревня Лопошилово
- 19 228 828 011 деревня Лучкино
- 19 228 828 012 деревня Лысцево
- 19 228 828 013 деревня Лыткино
- 19 228 828 014 деревня Малышкино
- 19 228 876 022 деревня Мишутино
- 19 228 876 023 деревня Молоди
- 19 228 876 024 деревня Неклюдиха
- 19 228 876 025 деревня Ожогово
- 19 228 828 015 деревня Оксино
- 19 228 876 026 деревня Окунево
- 19 228 828 016 деревня Охремково
- 19 228 828 017 деревня Павлоково
- 19 228 828 018 деревня Пасынково
- 19 228 876 027 село Петровское
- 19 228 828 019 деревня Погорелка
- 19 228 828 020 деревня Попково
- 19 228 828 021 деревня Поповка
- 19 228 828 022 деревня Починок
- 19 228 876 028 деревня Прядихино
- 19 228 828 023 деревня Рогово
- 19 228 876 029 деревня Рудаково
- 19 228 828 024 деревня Семково
- 19 228 876 030 деревня Сидоровское
- 19 228 828 025 деревня Сущево
- 19 228 828 026 деревня Талашманиха
- 19 228 876 001 село Талицы
- 19 228 876 031 деревня Титово
- 19 228 876 032 деревня Толстик
- 19 228 876 033 деревня Трунино
- 19 228 828 027 деревня Устиново
- 19 228 828 028 деревня Федорково
- 19 228 876 034 деревня Чаща
- 19 228 876 035 деревня Черницыно
- 19 228 828 029 деревня Юркино
- 19 228 828 030 деревня Юсово
- 19 228 828 031 деревня Ягрыш

## Ферапонтовское сельское поселение
В состав поселения входят населённые пункты, ранее относившиеся к сельсоветам:
- Ферапонтовскому (ОКАТО 19 228 880. Индекс 161120)
- Суховерховскому (ОКАТО 19 228 872. Индекс 161101)

Список населённых пунктов:
- 19 228 872 002 деревня Аксеново
- 19 228 880 002 деревня Артюнинское
- 19 228 880 003 деревня Балуево
- 19 228 872 003 деревня Белоусово
- 19 228 880 004 деревня Березник
- 19 228 872 004 деревня Большое Зауломское
- 19 228 872 005 деревня Борбушино
- 19 228 880 005 деревня Борисовская
- 19 228 880 006 деревня Борок
- 19 228 872 006 деревня Быково
- 19 228 880 007 деревня Бяковское
- 19 228 872 007 деревня Вазеринцы
- 19 228 880 008 деревня Васняково
- 19 228 880 009 деревня Верхняя Гора
- 19 228 880 010 деревня Воробино
- 19 228 880 011 деревня Глебовское
- 19 228 872 008 деревня Голышово
- 19 228 880 012 деревня Горка
- 19 228 872 009 деревня Гридино
- 19 228 880 013 деревня Данильцево
- 19 228 872 010 деревня Демидово
- 19 228 880 014 деревня Дергаево
- 19 228 880 015 деревня Дор
- 19 228 872 011 деревня Дуброво
- 19 228 880 016 деревня Дьяконовская
- 19 228 880 017 деревня Евсюнино
- 19 228 880 018 деревня Емишево
- 19 228 880 019 деревня Ереминское
- 19 228 880 020 деревня Загорье
- 19 228 880 021 деревня Зайцево
- 19 228 880 022 посёлок Запань-Нова
- 19 228 880 023 деревня Захарьино
- 19 228 880 024 деревня Зуево
- 19 228 872 012 деревня Зыбошное
- 19 228 880 025 деревня Ивановское
- 19 228 880 026 посёлок Иткла
- 19 228 872 013 деревня Карботка
- 19 228 872 014 деревня Кленовицы
- 19 228 880 027 деревня Кнышево
- 19 228 872 015 деревня Колдома
- 19 228 880 028 деревня Красново
- 19 228 872 016 деревня Кривошейново
- 19 228 872 017 деревня Кундюково
- 19 228 880 029 деревня Куракино
- 19 228 872 018 деревня Курганы
- 19 228 880 030 деревня Лесово
- 19 228 880 031 деревня Леушкино
- 19 228 880 032 деревня Лещево
- 19 228 880 033 деревня Лукинское-1
- 19 228 880 034 деревня Лукинское-2
- 19 228 880 035 деревня Малино
- 19 228 872 019 деревня Малино
- 19 228 872 020 деревня Малое Зауломское
- 19 228 880 036 деревня Мелюшино
- 19 228 880 037 деревня Митинское
- 19 228 880 038 деревня Мурганы
- 19 228 880 039 деревня Мыс
- 19 228 872 021 деревня Мыс
- 19 228 880 040 деревня Нефедьево
- 19 228 880 041 деревня Ново
- 19 228 880 042 деревня Оденьево
- 19 228 880 043 деревня Окулово
- 19 228 880 044 деревня Палшемское
- 19 228 880 045 деревня Паньково
- 19 228 872 023 деревня Перхино
- 19 228 872 024 деревня Пески
- 19 228 872 022 деревня Плахино
- 19 228 880 046 деревня Погорелка
- 19 228 872 025 деревня Поздышка
- 19 228 880 047 деревня Родино
- 19 228 880 048 деревня Сажинская
- 19 228 872 027 деревня Сиверово
- 19 228 872 001 деревня Суховерхово
- 19 228 880 049 деревня Татарово
- 19 228 880 050 деревня Теряево
- 19 228 880 051 деревня Усково или Узково
- 19 228 880 052 деревня Устье
- 19 228 880 053 деревня Федотово
- 19 228 880 001 село Ферапонтово
- 19 228 880 055 деревня Фефелово
- 19 228 880 054 деревня Филиппово
- 19 228 872 028 деревня Хвощеватик
- 19 228 880 056 деревня Ципино
- 19 228 872 029 деревня Шиляково
- 19 228 880 057 деревня Шишкино
- 19 228 880 058 населённый пункт Шлюз № 4
- 19 228 880 059 деревня Шульгино
- 19 228 880 060 деревня Щелково
- 19 228 880 061 деревня Яршево

## Чарозерское сельское поселение
В состав поселения входят населённые пункты, ранее относившиеся к сельсоветам:
- Чарозерскому (ОКАТО 19 228 884, индекс 161130)
- Коротецкому (ОКАТО 19 228 836, индекс 161132)
- Печенгскому (ОКАТО 19 228 856, индекс 161136)

Список населённых пунктов:
- 19 228 836 002 деревня Андреевская
- 19 228 836 003 деревня Бараково
- 19 228 856 002 деревня Бархатово
- 19 228 836 004 деревня Безменово
- 19 228 884 002 деревня Березово
- 19 228 884 003 деревня Болозново
- 19 228 884 004 деревня Ботово
- 19 228 836 005 деревня Булыкино
- 19 228 836 006 деревня Васюково
- 19 228 856 003 деревня Васюково
- 19 228 884 006 деревня Великий Двор
- 19 228 856 004 деревня Воронино
- 19 228 836 007 деревня Горка-1
- 19 228 836 008 деревня Горка-2
- 19 228 884 007 деревня Губино
- 19 228 856 005 деревня Деменьково
- 19 228 884 008 деревня Дренево
- 19 228 884 009 деревня Дровенниково
- 19 228 856 007 деревня Ефремовская
- 19 228 836 009 деревня Заельники
- 19 228 884 010 деревня Заречье
- 19 228 836 010 деревня Зуево
- 19 228 836 011 деревня Зыково
- 19 228 856 008 деревня Иваново
- 19 228 836 012 деревня Игнатьево
- 19 228 884 011 деревня Исаково
- 19 228 856 009 деревня Карповская
- 19 228 884 012 деревня Кашино
- 19 228 836 013 деревня Кашкино
- 19 228 884 013 деревня Киприно
- 19 228 836 014 деревня Киселево
- 19 228 884 015 деревня Клетная
- 19 228 884 016 деревня Кобылино
- 19 228 884 014 деревня Козицыно
- 19 228 856 010 деревня Козлово
- 19 228 884 017 деревня Козлово
- 19 228 884 018 деревня Колбино
- 19 228 884 019 деревня Комлино
- 19 228 884 021 деревня Копалево
- 19 228 856 001 деревня Королево
- 19 228 836 001 деревня Коротецкая
- 19 228 856 011 деревня Левково
- 19 228 836 015 деревня Лопотово
- 19 228 884 024 деревня Лохта
- 19 228 836 016 деревня Лукинская
- 19 228 836 017 деревня Марковская
- 19 228 856 012 деревня Мережино
- 19 228 836 018 деревня Мясниково
- 19 228 884 025 деревня Невашово
- 19 228 884 026 деревня Нефедово
- 19 228 836 019 деревня Олютинская
- 19 228 884 027 деревня Омелино
- 19 228 884 028 деревня Опрятково
- 19 228 836 020 деревня Опрячкино
- 19 228 836 021 деревня Осиевская
- 19 228 856 013 деревня Павшино
- 19 228 884 029 деревня Погорелово
- 19 228 884 030 деревня Погорелово
- 19 228 884 031 деревня Погостище
- 19 228 884 032 деревня Подосеново
- 19 228 884 033 деревня Польчаково
- 19 228 856 014 деревня Пометище
- 19 228 856 015 деревня Поповка
- 19 228 884 034 деревня Ракула
- 19 228 884 035 деревня Ратово
- 19 228 836 023 деревня Ромашево
- 19 228 884 036 деревня Росликово
- 19 228 856 016 деревня Русино
- 19 228 856 017 деревня Рыбацкая
- 19 228 856 018 деревня Семеновская
- 19 228 884 037 деревня Сергеево
- 19 228 836 024 деревня Скребино
- 19 228 836 025 деревня Соколино
- 19 228 836 026 деревня Соколье
- 19 228 836 027 деревня Спелово
- 19 228 856 019 деревня Степачево
- 19 228 836 028 деревня Суворово
- 19 228 884 038 деревня Тимонино
- 19 228 884 039 деревня Тимофеево
- 19 228 836 029 деревня Тихонино
- 19 228 884 040 деревня Трофимово
- 19 228 884 001 село Чарозеро
- 19 228 856 020 село Чаронда
- 19 228 884 041 деревня Часовенская
- 19 228 856 021 деревня Шухтино
- 19 228 884 042 посёлок Южный